# Liste der Gedenktafeln in Berlin-Lankwitz
Die Liste der Gedenktafeln in Berlin-Lankwitz enthält die Namen, Standorte und, soweit bekannt, das Datum der Enthüllung von Gedenktafeln.
Die Liste ist nicht vollständig.

## Lankwitz
| Bild | Name                              | Standort                   | Datum der Enthüllung |
| ---- | --------------------------------- | -------------------------- | -------------------- |
|      | Deutsche Einheit                  | Alt-Lankwitz 9             |                      |
|      | Dorfkirche Lankwitz               | Alt-Lankwitz ggü. 19       |                      |
|      | James Fraenkel                    | Leonorenstr 17             |                      |
|      | Kapelle                           | Alt-Lankwitz 41            |                      |
|      | Hanna-Renate Laurien              | Hanna-Renate-Laurien-Platz |                      |
|      | Neue Photographische Gesellschaft | Siemensstraße 26a          |                      |
|      | Ratswaage Lankwitz                | Charlottenstraße 64        |                      |
|      | Realgymnasium Lankwitz            | Kaulbachstraße 65          |                      |
|      | Schlüssel zur Welt                | Gallwitzallee 1            |                      |
|      | Elisabeth Schmitz                 | Barbarastraße 9            |                      |
|      | Siemens & Halske                  | Siemensstraße 21–23        | 17. August 2022      |
|      | Sozialer Wohnungsbau              | Am Gemeindepark 24         |                      |
|      | Wohnhaus                          | Alt-Lankwitz 43            |                      |